# مبرد

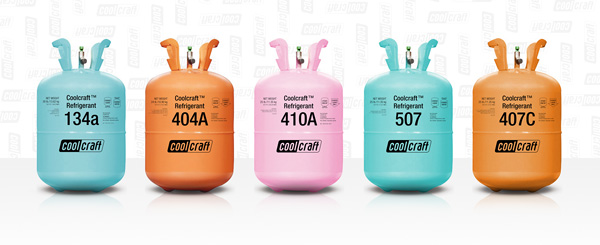
کپسول مبردهای مختلف

مبرد (به انگلیسی: Refrigerant) ماده یا ترکیبی از مواد است، که معمولاً به شکل سیال بوده و در سیستم‌های تبرید استفاده می‌شود. مبردها در اکثر چرخه‌های تبرید تغییر فاز داده و از مایع به گاز و سپس برعکس تبدیل می‌شوند. استفاده از فلوئورکربن‌ها، مخصوصاً کلروفلئوروکربن‌ها در قرن بیستم بسیار متداول بود، اما به دلیل اثرات مخربشان بر روی لایه ازون شروع به جایگزین کردن شدند. برخی مبردهای متداول دیگر شامل آمونیاک، گوگرد دی‌اکسید و هیدروکربن‌های غیرهالوژنی منجمله پروپان هستند.

## انواع مبرد و کاربرد آن

### ۱۲-R (دی کلرودی فلورو متان) (CCl2F2)
ماده‌ای است بیرنگ تقریباً بی‌بو و در فشار اتمسفر دارای نقطه جوشی معادل ۷/۲۱ درجه فارنهایت است. ماده‌ای غیر سمی و غیرقابل اشتعال است و خورنده نیست، از نظر شیمیایی این مبرد در حرارت‌های عملیاتی بی‌اثر است و از نظر حرارتی تا ۱۰۲۲ درجه پایدار باقی می‌ماند.
۱۲- R دارای گرمای نهان نسبتاً پایین است و برای مصرف در دستگاه‌های کوچک‌تر مناسب می‌باشد، زیرا گردش مقدار زیادی ماده سرما زا امکان استفاده از مکانیزم‌های عملیاتی و تنظیم دقیق تر و در عین حال با حساسیت کمتر را میسر می‌کند. از این مبرد در کمپرسورهای پیستونی و دورانی و انواع بزرگ گریز از مرکزی استفاده می‌شود.
این ماده در فشارهای سر، و معکوس (پس فشار) کم، ولی مثبت با یک بازدهی حجمی خوب کار می‌کند، ۱۲- R , در ۵ درجه فارنهایت، فشاری معادل ۵/۲۶ پوند بر اینچ مربع مطلق، و در ۸۶ درجه فارنهایت دارای فشاری مطلق معادل ۸/۱۰۸ پوند بر اینچ مربع است.
گرمای نهان آن در ۵ درجه فارنهایت ۲/۶۸ بی-تی- یو است و نشت آن به سهولت و با استفاده از نشت یاب الکترونیکی یا مشعل هالاید مشخص می‌گردد. 

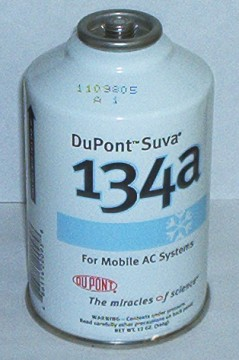
یک کپسول مبرد R134a ساخت شرکت DuPont

در حرارت صفر درجه مقدار کمی آب در ۱۲-R حل می‌شود که نسبت آن بر حسب وزن ۶ در میلیون است. مایعی که تولید می‌شود تا حدودی بر روی اکثر فلزات معمولی که در ساختمان دستگاه‌های سردکننده استفاده می‌شود، ایجاد زنگ می‌کند. اضافه کردن روغن‌های معدنی هیچگونه اثری در ایجاد رنگ به وسیلهٔ مایع ندارد ولی احتمالاً کم رنگ شدن مایع به وسیله آب را کاهش می‌دهد. حساسیت ماده ۱۲-R نسبت به آب در مقایسه با ۲۲-R و ۵۰۲-R بیشتر است. تا ۹۰ درجه قابل حل شدن در روغن است. در این حرارت روغن شروع به جدا شدن می‌کند و به علت سبک‌تر بودن وزن در سطح آن جمع می‌شود.
به کار بردن ۳۰ پوند از این ماده به ازای هر ۱۰۰۰ فوت مکعب فضای تهویه شده کاملاً بی‌خطر است.
این ماده در سیلندرهای به اندازه مختلف عرضه می‌شود و احتمالاً در قوطی‌های سر بسته و محکم نیز یافت می‌شود. کد رنگی مخصوص ۱۲- R سفید است.

### ۲۲-R منوکلرودی فلورو متان (CHCLF2)
۲۲-R یک ماده سرمازای مصنوعی است که انحصارا برای دستگاه‌های تبریدی که درجه تبخیر پایینی دارند ساخته شده‌است. یکی از موارد استفاده آن در دستگاه‌های انجماد سریع است که حرارت آن‌ها بین ۲۰ تا ۴۰ درجه فارنهایت حفظ می‌گردد. همچنین در دستگاه‌های تهویه مطبوع و یخچال‌های خانگی نیز به‌طور موفقیت‌آمیزی مورد استفاده قرار گرفته‌است. ۲۲-R فقط در کمپرسورهای پیستونی به کار گرفته می‌شوند و فشار عملیاتی آن به نحوی است که برای نیل به درجات پایین، نیازی به کار کردن در فشارهای کمتر از جو نیست. گرمای نهان آن به ازای هر پوند در ۵ درجه فارنهایت ۲۱/۹۳ بی-تی-یو است. فشار عادی سر کمپرسور در ۸۶ درجه ۸۲/۱۷۲ پوند بر اینچ مربع مطلق است.
۲۲-R ماده‌ای پایدار، غیر سمی، بدون اثر اکسیدکنندگی، بی‌آزار و غیرقابل اشتعال است. فشار اواپراتور در ۵ درجه فارنهایت ۴۳ پوند بر اینچ مربع است. حلالیت آن در آب ۳ برابر ۱۲-R است؛ بنابراین رطوبت در این ماده باید حداقل باشد. به همین دلیل استفاده از رطوبت گیر و خشک کن در این مورد بیشتر است.
به علت تمایل شدید تر ۲۲-R به آب تعداد بیشتری رطوبت گیر برای خشک کردن آن لازم است. ۲۲-R تا حرارت۱۶درجه فارنهایت در روغن حل می‌شود و پس از ان روغن شروع به جدا شدن نموده و چون از مایع سبک‌تر است در سطح آن جمع می‌شود. وجود نشت را می‌توان به وسیلهٔ نشت یاب الکترونیکی یا مشعل هالاید تیین کرد. مواد سرما زا ی مخلوط:
همان‌طور که از نامشان پیداست، این مواد مخلوطی از دو یا چند مادهٔ سرما زا هستند، ولی مانند یک ماده سرما زای واحد عمل می‌کنند.

## چهار نوع متداول‌تر آن‌ها عبارتند از
R500 که مخلوطی است از ۸/۷۳ درصد R12 و ۲/۲۶ درصد R152a
R502 که مخلوطی است از۸/ ۴۸ درصد R22 و ۲/ ۵۱درصد R11
R410a که مخلوطی از ۵۰٪ R32 و ۵۰٪ R125
R407C مخلوطی از R32 23 ، R125  30% و R134a 52%